# Simon Meister
Simon Meister, né le 20 décembre 1796 à Coblence et mort le 29 février 1844 à Cologne, est un peintre prussien, connu pour ses scènes de bataille et ses portraits.

## Biographie
Simon Meister est le fils d’un sellier. Son talent en dessin lui vaut l’intérêt de mécènes, ce qui lui permet de partir pour Paris, où il étudie la peinture avec Horace Vernet. Il retourne à Coblence en 1828 et s’y marie, avant de partir avec sa famille à Cologne en 1833, où il meurt une dizaine d’années plus tard. Sa tombe se trouve au cimetière Melaten de Cologne.

## Œuvres
Les thèmes principaux de Meister sont les portraits, les scènes de batailles et de combats d’animaux. Il a représenté de nombreux personnages importants de Cologne, comme le parfumeur Jean-Baptiste Farina, Carl Friedrich Wolf Feuerstein (de), le compositeur Louis Spohr ou l'architecte Johann Claudius von Lassaulx, mais aussi le prince Frédéric-Guillaume ou Napoléon à cheval.
Ses scènes collectives incluent le carnaval de Cologne et la bataille de Kulm. Avec son frère Nicolas (1809-1883), lui aussi peintre, il a réalisé un panorama sur le passage du Rhin par les troupes françaises en 1797. Cette peinture devait être apportée à Paris, mais la mort de l’artiste empêcha le projet. De nombreux dessins de Meister ont été diffusés à une large échelle comme lithographies.

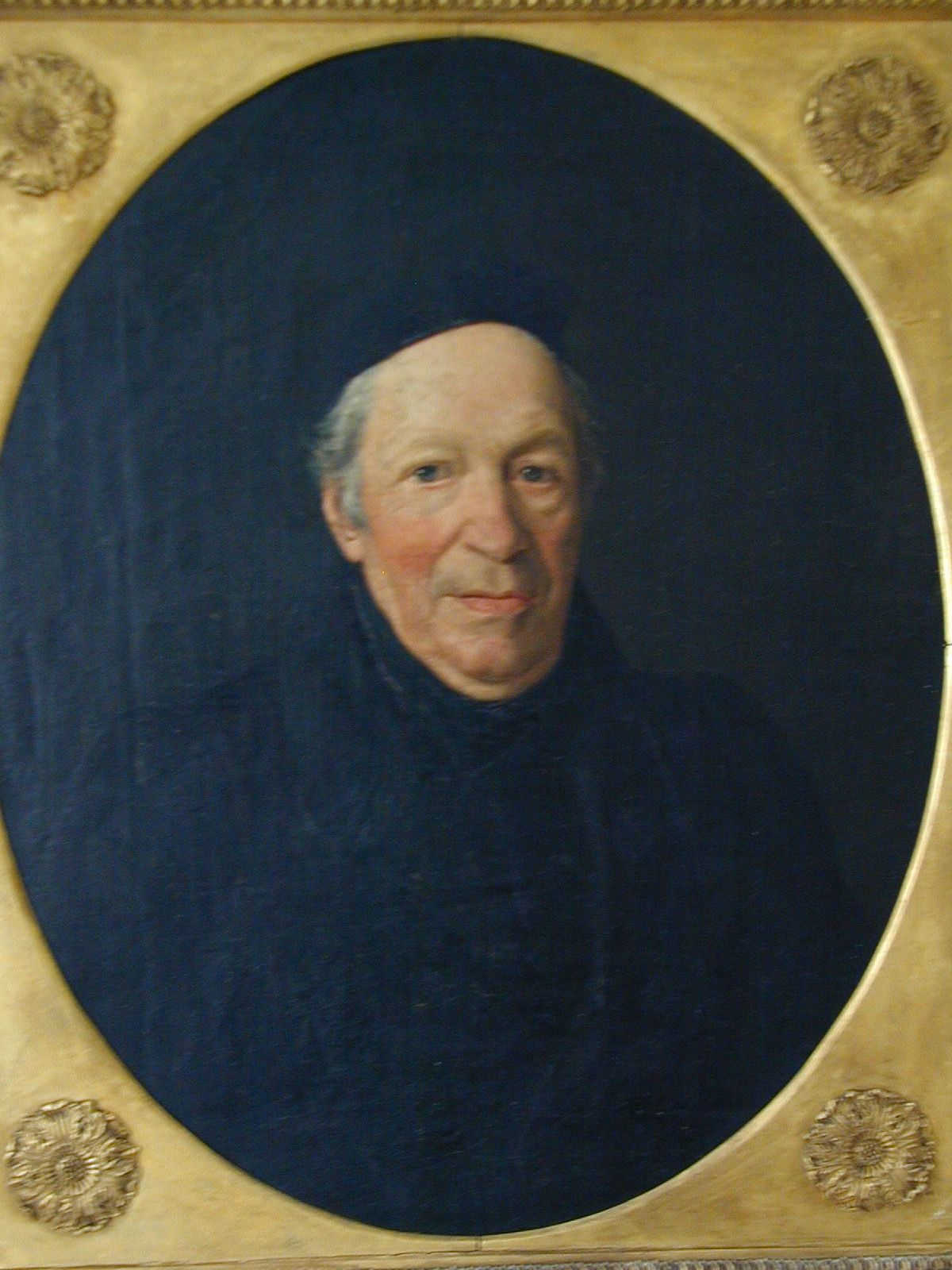
Jean-Baptiste Farina
Lithographie de Carl Feuerstein
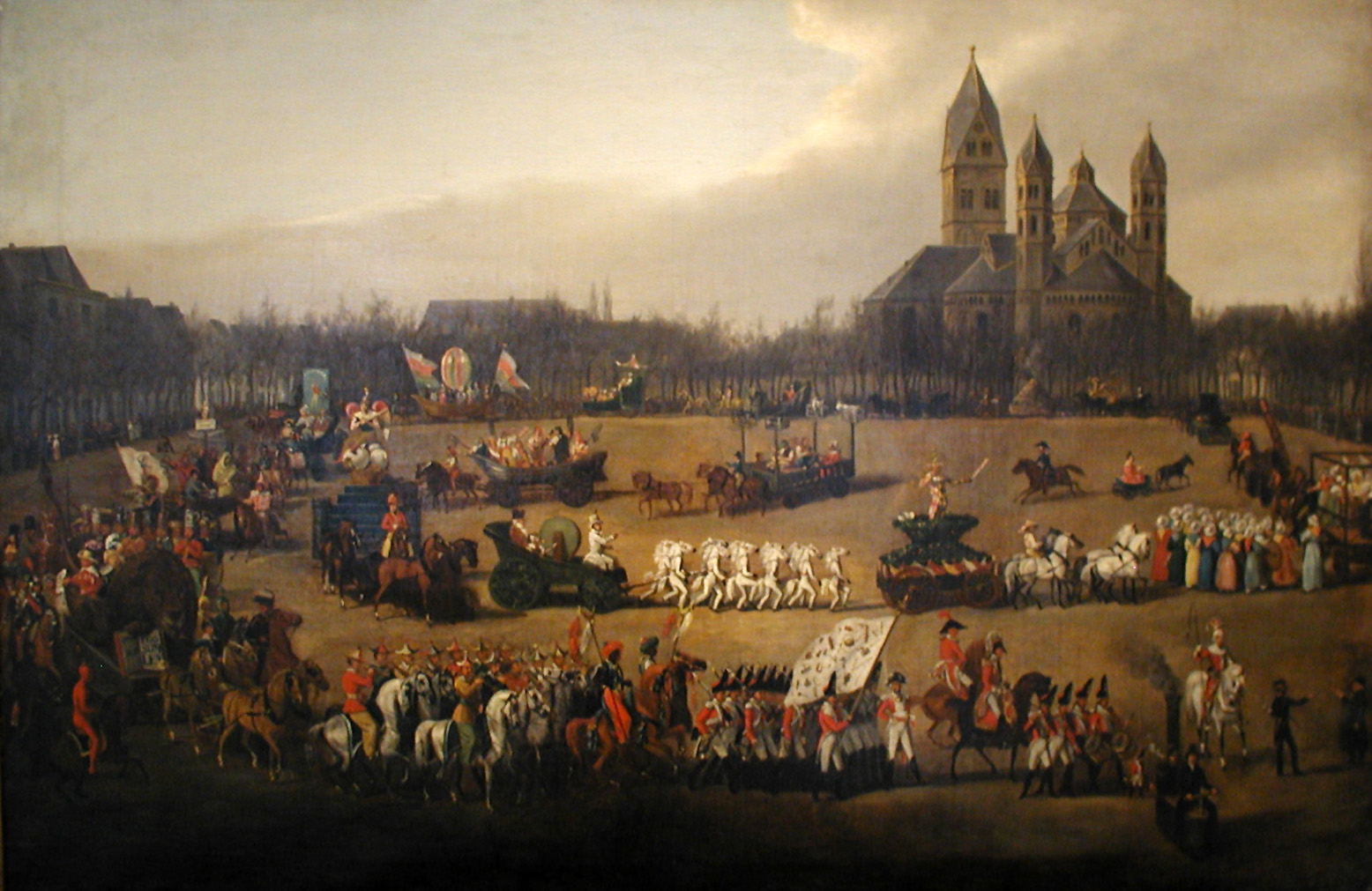
Cologne, 1836
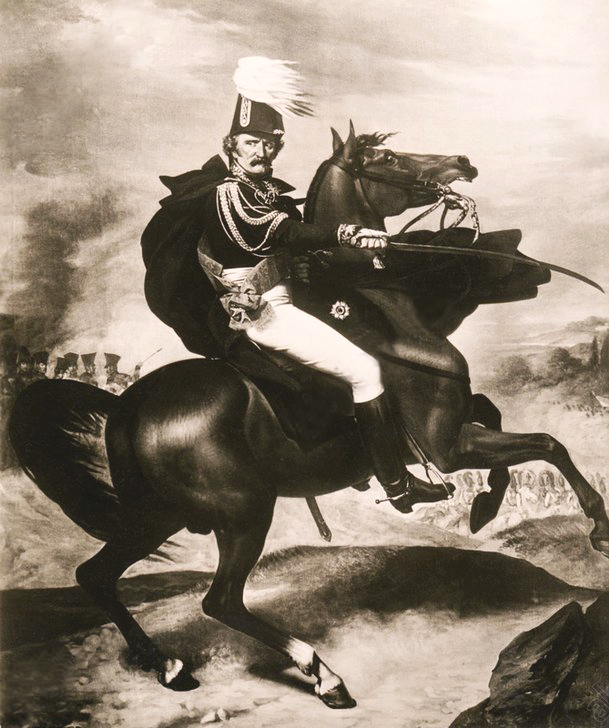
Portrait de Gebhard Leberecht von Blücher, 1823
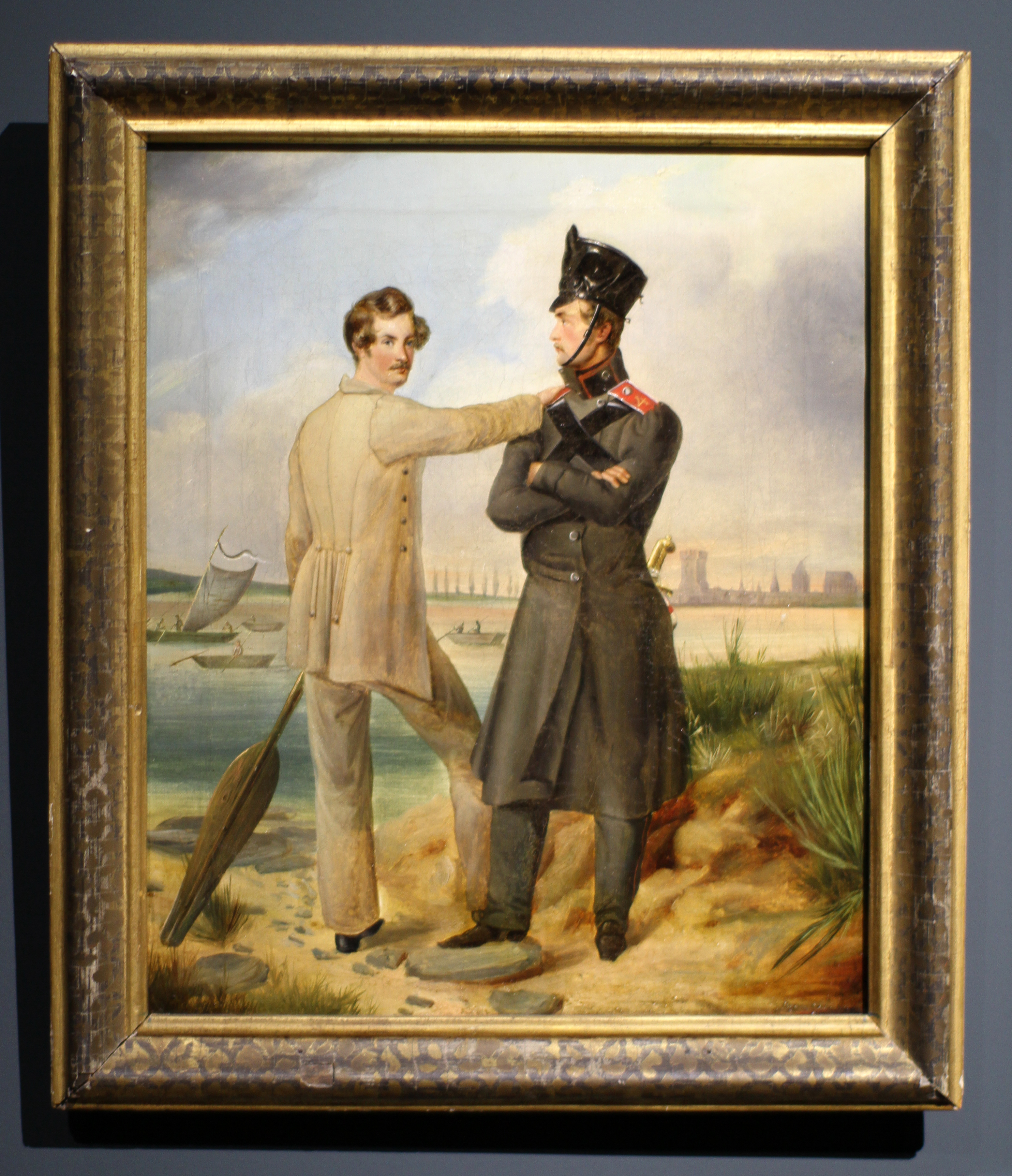
Simon Meister, autoportrait avec son frère Nicolas, 1833– 1834
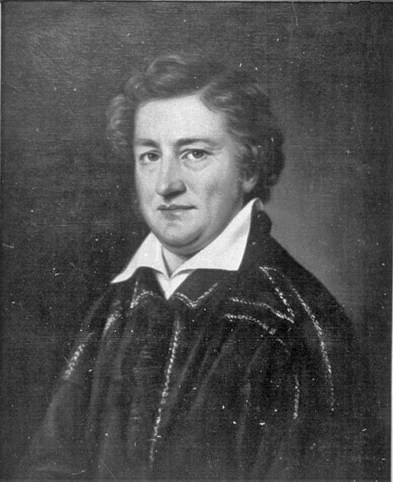
Johann Claudius von Lassaulx
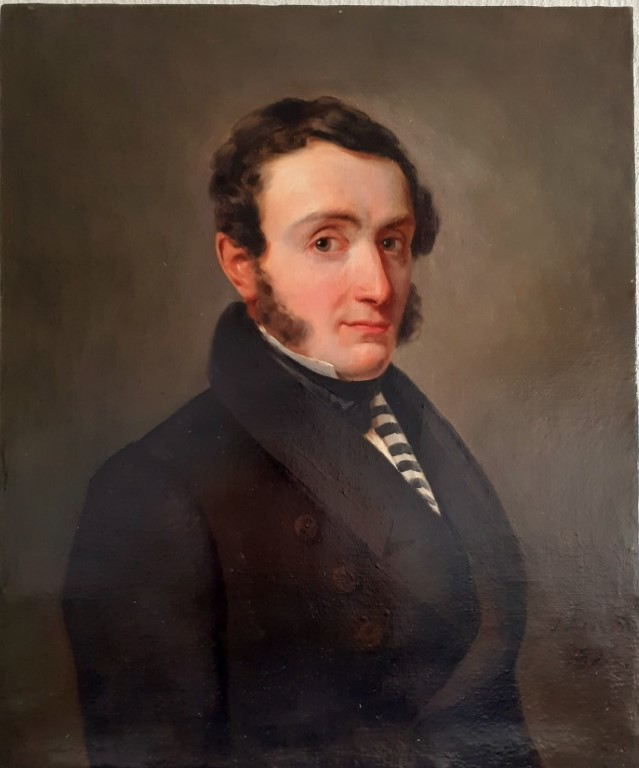
Anonyme, par Simon Meister (1825)